# Наведення, навігація та керування
Наведення, навігація та керування (абревіатури англійською GNC,  GN&C, або G&C) — галузь інженерії, що має відношення до проектування систем керування рухом транспортних засобів, зокрема, автомобілями, суднами, літаками, і космічними апаратами. В більшості випадків ці функції може виконувати людина після відповідного тренування. Однак, якщо враховувати швидкість, наприклад, динаміки ракети, реакція людини занадто повільна в часі для контролю таким рухом. Тому зараз для такого керування використовуються цифрові електронні системи. Навіть в таких випадках де люди можуть здійснювати керування, GNC системи використовуються для забезпечення таких переваг як полегшення навантаження на оператора, згладжування турбулентності, економія палива, та ін. Крім того, складніші застосування GNC дозволяють виконувати автоматичне або дистанційне керування.
- Наведення — визначення бажаного шляху пересування ("траєкторії") від точки поточного розташування транспортного засобу до заданої цілі, а також для визначення бажаних змін в швидкості, повороту і прискорення для руху цією траєкторією.[1][2][3]
- Навігація — визначення, в даний момент часу, положення і швидкість транспортного засобу ("Вектор стану"), а так само і його просторової орієнтації.
- Керування — маніпуляція над силами, рухом коліс, двигунами, та ін., необхідними для виконання команд керування, одночасно підтримуючи стабільність транспортного засобу.